# Artemidóros
Artemidóros z Efesu byl řecký antický spisovatel známý svým spisem Výklad snů, rozděleným do pěti knih. Žil ve 2. polovině 2. století. Své dílo sepsal na vyzvání senátora Cassia Maxima. Artemidóros ve snech viděl uskutečnění božské prozřetelnosti. Hodně cestoval po Malé Asii, Řecku, Itálii a přilehlých ostrovech. Četl všechny snáře, na které narazil, aby spojil co nejvíce vědomostí z tohoto oboru. Mimo Výklad snů také napsal příručky o věštbách z letu ptáků a vykládání z ruky. 
 Vykladači snů nebyli v antice ničím výjimečným a Artemidóros navazoval na práci řady svých předchůdců (z nichž některé ve svém díle jmenuje). Mantika (nauka o věštění) byla rozšířená a řada vykladačů (jakož i Artemidóros) provozovala své umění za peníze. Navíc se Artemidóros snažil poukázat na hodnověrný výklad snů a odlišit ho od nehodnověrného. Při výkladu se snaží vyloučit náhodu, k čemuž používal seznam zaručeně správně vyložených snů (ty jsou obsaženy v prvních třech knihách jeho spisu). Z těchto důvodů nebyl Artemidóros (a jemu podobní) vnímán jako šarlatán, ale jako hodnověrný vykladač.

## RozšířeníVýkladu snů
Části Artemidórova spisu Výklad snů pronikly v 9. století do arabského prostředí. Ze stejného století pocházel i řecký rukopis, který roku 1492 pro Lorenza da Medici získal Ióannés Laskaris. V Benátkách vytiskl řecký text Aldus Manutius (roku 1517). Na jeho základě vznikaly překlady do latiny i dalších jazyků. Další opis (pořízený pro kardinála Béssarióna) se nachází u sv. Marka v Benátkách. Roku 1960 byl v Istanbulu objeven arabský překlad Tonfica Fahda.

## Ukázky
| „ | O rozdílu mezi snem a snovým viděním je mnoho různých hlasů a já sám jsem jej už popsal v jiných svých pojednáních. Aby se Ti tento výklad nezdál neuspořádaný a jako by neměl počátek, zdá se mi vhodné začít i nyní od tohoto rozdílu: snové vidění se od snu liší tím, že ono naznačuje věci budoucí, kdežto tento věci přítomné. | “ |

| „ | Jiná vidění řeknou málo skrze málo: tak se komusi zdálo, že má oči ze zlata; oslepl, protože zlato není pro oči charakteristické. | “ |

| „ | U všech vidění, jejichž příčina nám není jasná, je třeba mít na zřeteli (ať už se obraz dostavil v noci nebo ve dne - vzhledem k předpovědi není totiž žádného rozdílu mezi dnem a nocí, ani mezi ránem a večerem), spí-li člověk po uměřené potravě. Vždyť neuměřená potrava nedává možnost uvidět pravdu ani na samém ránu. | “ |

| „ | Znám jeden případ, kdy měl kdosi sen, že se mu narodila dceruška, a musel si pak vypůjčit u lichváře. A zase jinému se zdálo, že zakopává vlastní mrtvou dceru; tomu se to splnilo tak, že splatil vypůjčenou částku. Má tedy dcera týž smysl jako výpůjčka. | “ |

| „ | Tak měl kdosi vidění, že mu z prstů rostou kusy dřeva, a opět měl někdo vidění, že mu roste vlna z hrudi a ze zad: Prvý se stal kormidelníkem, druhý souchotinářem; onen měl totiž neustále v rukou dřevo kormidla, tento zase ustavičně nosil vlnu kolem hrudi kvůli své chorobě. | “ |